# Список національних парків Ісландії
У Ісландії є 3 національних парки:
- Ватнайокутль — ісл. Vatnajökull — південна Ісландія
- Снайфетльсйокутль — ісл. Snæfellsjökull — західна Ісландія
- Тінгветлір — ісл. Þingvellir — південна Ісландія

## Колишні національні парки
- Єкулсаурглювур — ісл. Jökulsárgljúfur — північна Ісландія
- Скавтафетль — ісл. Skaftafell — південна Ісландія

## Галерея

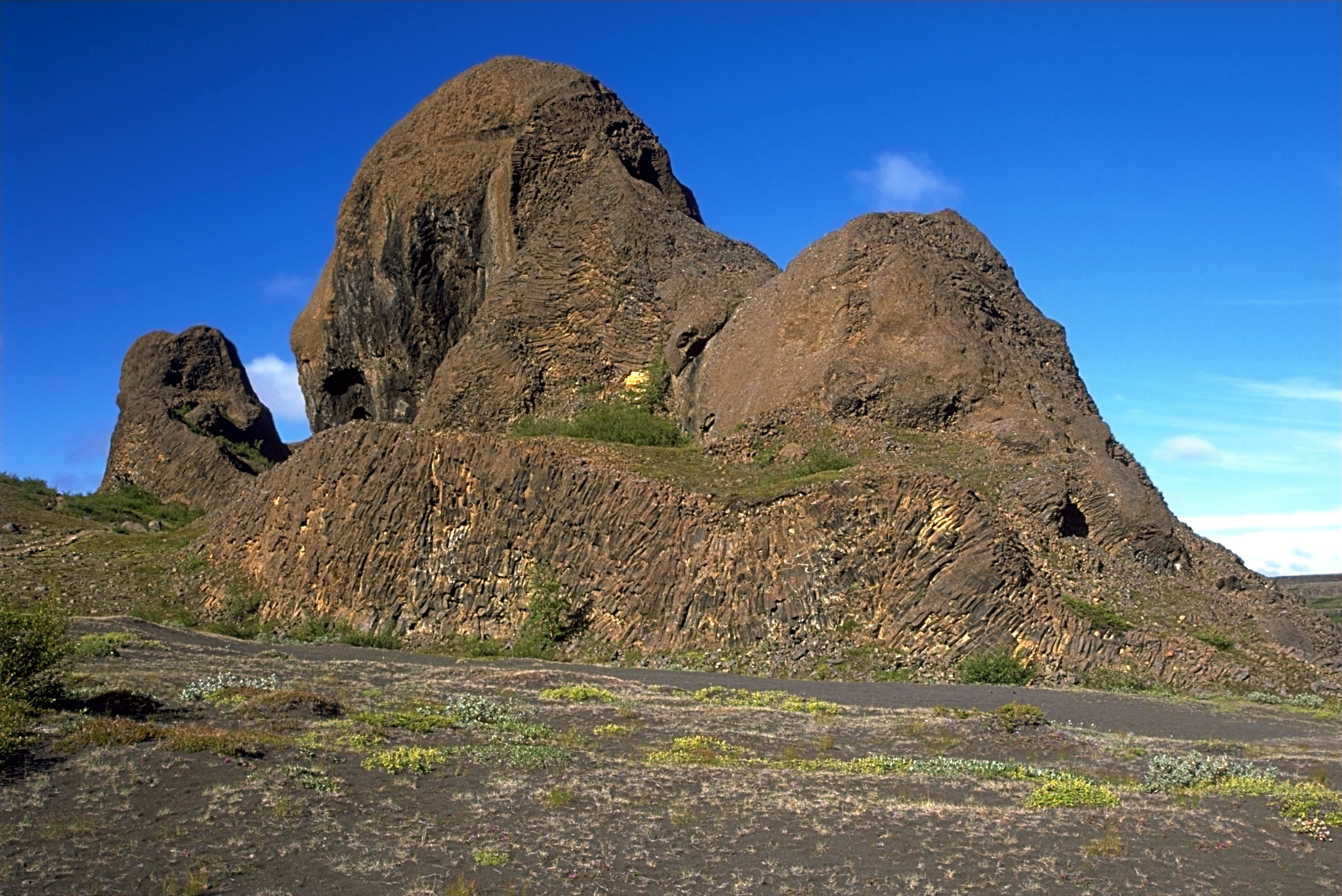
Єкулсарґлювур
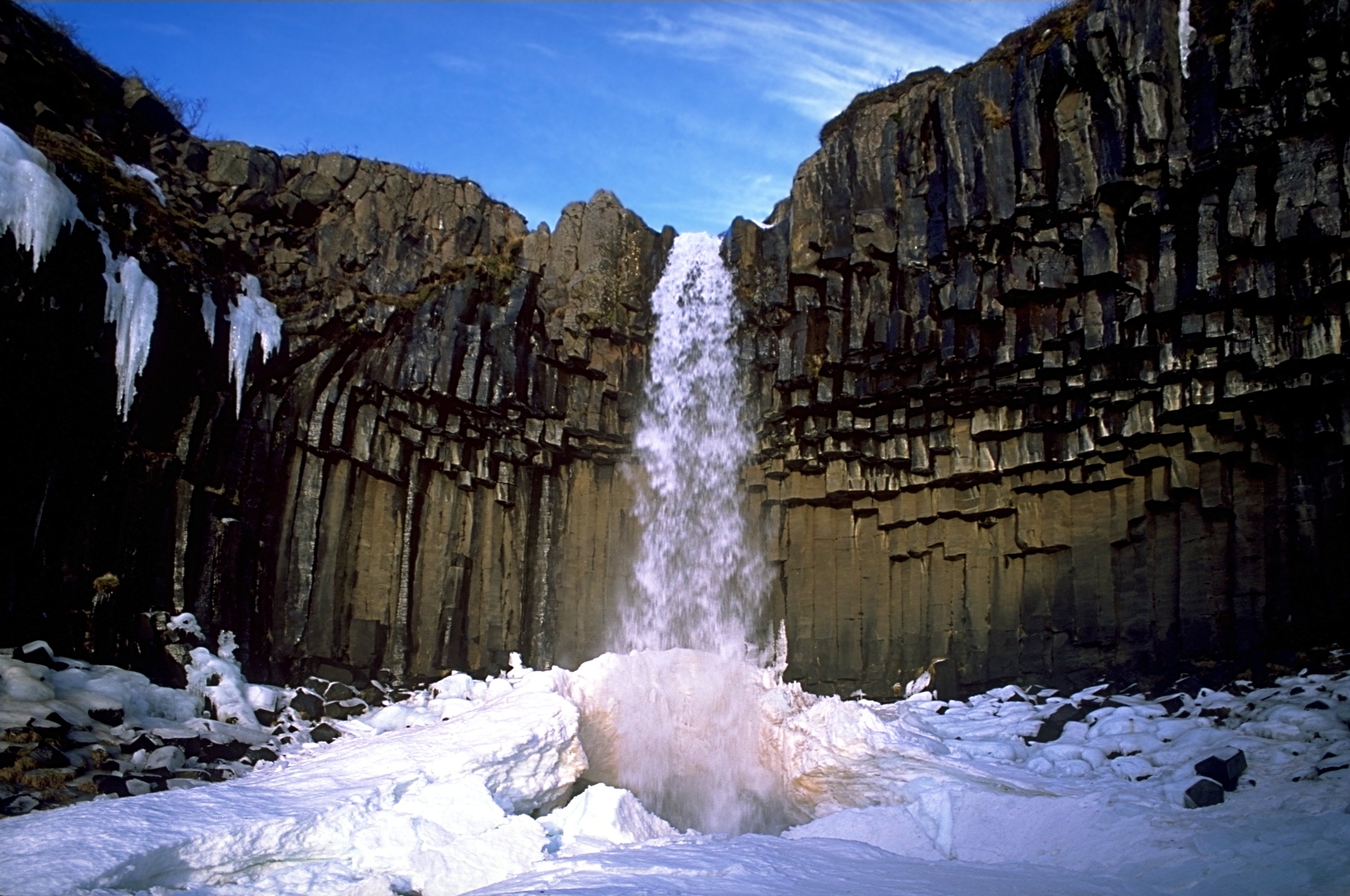
Скафтафетль
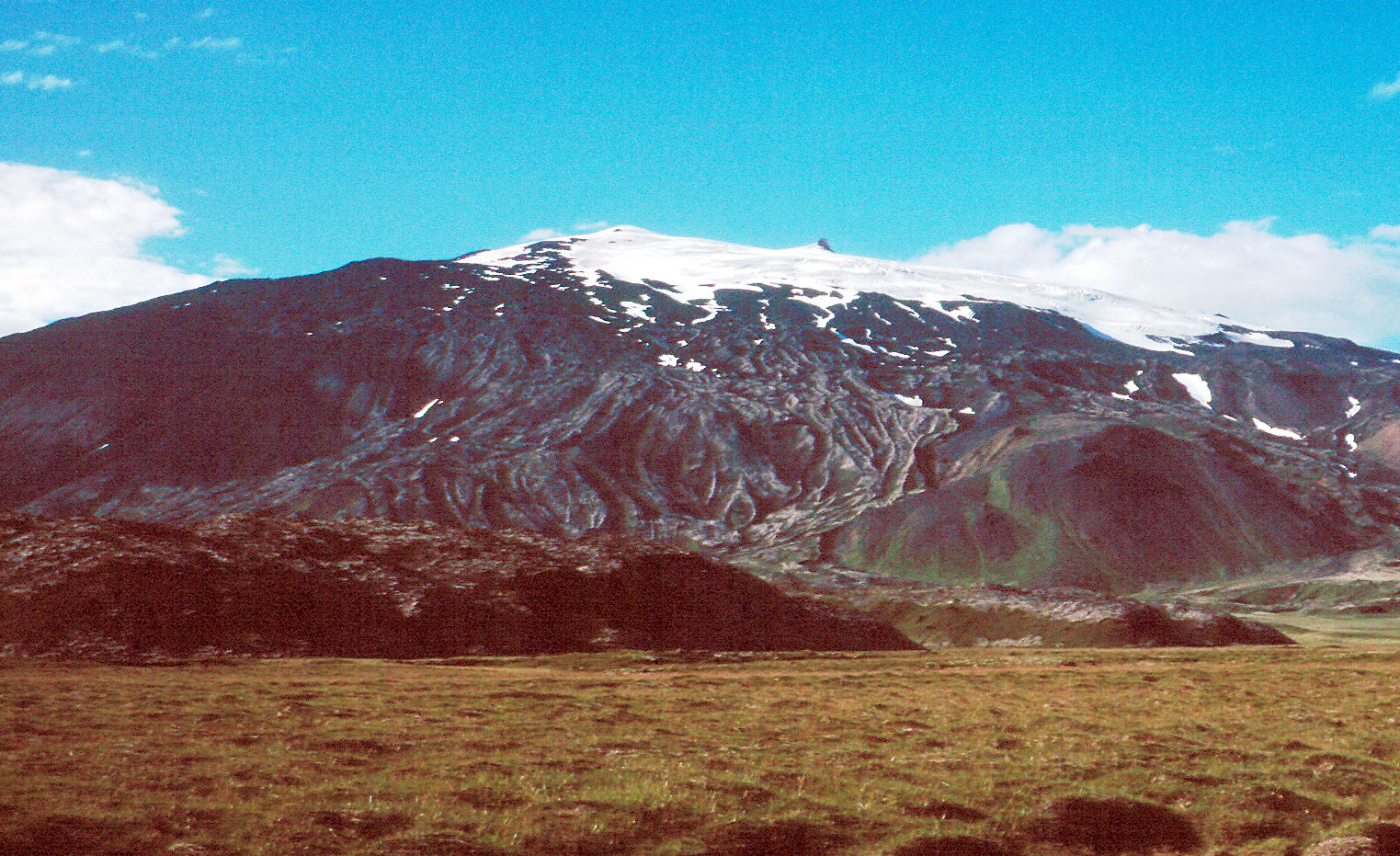
Снайфетльсйокутль
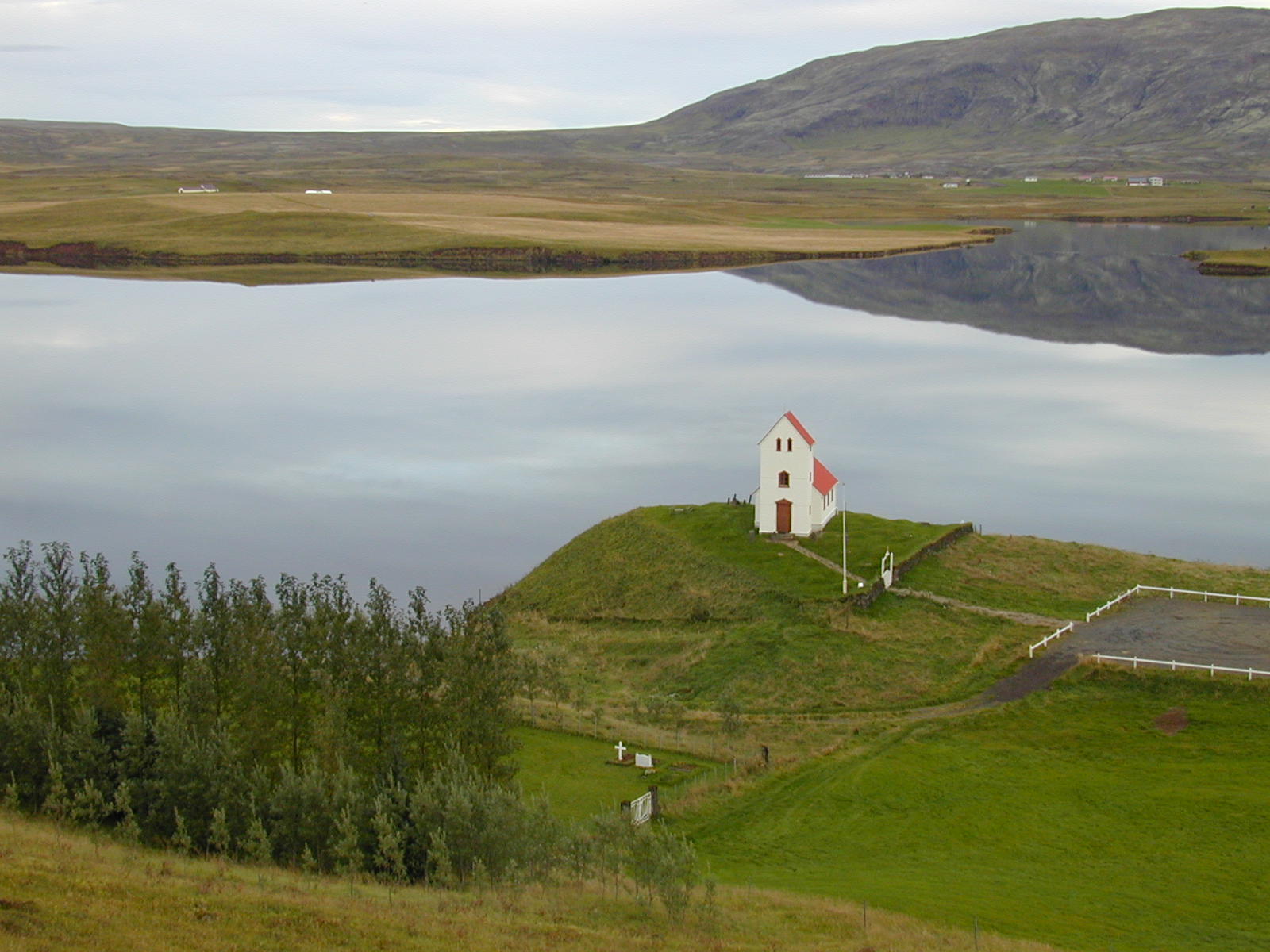
Тінґветлір